# Albert Dalmau
Albert Dalmau Martínez (Sils, provincia de Gerona, 16 de marzo de 1992), conocido deportivamente como Dalmau, es un futbolista español que actúa como defensa en el C. E. Bescanó de la Primera Catalana.

## Trayectoria
Se formó en las categorías inferiores del F. C. Barcelona. Fue un fijo en las convocatorias de las selecciones sub-16 y sub-17. En febrero de 2010 fue convocado por Pep Guardiola para jugar contra el Atlético de Madrid.
En verano de 2011 firmó por el Valencia C. F. El 31 de agosto de 2013 se anunció su fichaje por el Cádiz C. F. Su debut con el equipo gaditano fue en el partido contra el Lucena Club de Fútbol el 29 de septiembre de 2013.
El 19 de junio de 2014 se anunció su fichaje por dos temporadas por el C. D. Lugo. El 12 de agosto de 2015 se vinculó con el Córdoba C. F.
Regresó a la Segunda División B con el Hércules C. F. en la temporada 2016-17.
En la siguiente temporada tendría un breves paso por el Atlético Levante U. D. y por el ACS Sepsi rumano antes de fichar por el Lleida Esportiu en el verano de 2018. 
Tras estar unos meses sin equipo, en noviembre de 2019 se comprometió con la U. E. Llagostera.
En septiembre de 2020, tras haber quedado libre al final de la temporada, se comprometió con la U. A. Horta. Allí estuvo hasta inicios de enero, momento en el que se marchó al C. F. Peralada.
En julio de 2022 se unió al C. E. Bescanó, donde, además de jugar, también iba a ejercer de entrenador en sus categorías inferiores y de coordinador.

## Clubes
| Club                    | País    | Año       |
| ----------------------- | ------- | --------- |
| F. C. Barcelona "B"     | España  | 2009-2012 |
| Valencia C. F. Mestalla | España  | 2012-2013 |
| Cádiz C. F.             | España  | 2013-2014 |
| C. D. Lugo              | España  | 2014-2015 |
| Córdoba C. F.           | España  | 2015-2016 |
| Hércules C. F.          | España  | 2016-2017 |
| Atlético Levante U. D.  | España  | 2017      |
| A. C. S. Sepsi          | Rumanía | 2018      |
| Lleida Esportiu         | España  | 2018-2019 |
| U. E. Llagostera        | España  | 2019-2020 |
| U. A. Horta             | España  | 2020-2021 |
| C. F. Peralada          | España  | 2021-2022 |
| C. E. Bescanó           | España  | 2022-     |

## Palmarés

### Títulos nacionales
| Título                    | Club                      | País   | Año  |
| ------------------------- | ------------------------- | ------ | ---- |
| División de Honor Juvenil | F. C. Barcelona Juvenil A | España | 2009 |
| Copa de Campeones Juvenil | F. C. Barcelona Juvenil A | España | 2009 |